# Scotura intermedia
Scotura intermedia är en fjärilsart som beskrevs av W. Warren 1909. Scotura intermedia ingår i släktet Scotura och familjen tandspinnare. Inga underarter finns listade.